# Belgisch kampioenschap golfbiljart
Het Belgisch kampioenschap golfbiljart is een jaarlijks kampioenschap dat de nationale kampioenen in verschillende categorieën kroont. De winnaar van de hoogste reeks (A-reeks) wordt als de algemene Belgische kampioen beschouwd. De eerste editie werd in 1971 georganiseerd in Lier en vond sindsdien ononderbroken plaats op verschillende locaties.
De verschillende categorieën die worden betwist op het Belgisch kampioenschap golfbiljart, zijn gebaseerd op het in golfbiljart gehanteerde letterwaardensysteem.

## Letterwaarden
De overkoepelende Belgische Golfbiljartbond legt een letterwaardensysteem op aan zijn regionale verbonden, gebaseerd op basis van individuele prestaties in competitieverband en/of resultaten op verbonds-, provinciale of nationale kampioenschappen.
Mogelijke letterwaarden zijn A, B, C en D, waarbij A de hoogste reeks is. De A-reeks en B-reeks worden beschouwd als hoge reeksen, de C-reeks en D-reeks als lage reeksen.
Spelers kunnen zich op het Belgisch kampioenschap golfbiljart inschrijven in de categorieën die overeenkomen met hun letterwaarde, of een hogere reeks. Spelers met een bepaalde letterwaarde kunnen nooit deelnemen aan categorieën die overeenkomen met lagere letterwaarden.

## Categorieën
Volgende categorieën worden momenteel betwist op het Belgisch kampioenschap golfbiljart:
| Individueel       | Duo's                       |
| ----------------- | --------------------------- |
| A-reeks           | Duo's hoog                  |
| B- reeks          | Duo's laag                  |
| C-reeks           | Duo's mix (hoog + laag)     |
| D-reeks           | Duo's gemengd (man + vrouw) |
| Dames hoog        | Duo's dames                 |
| Dames laag        | Duo's -23                   |
| Jeugd             | Duo's +55                   |
| Junioren          |                             |
| Oude gloriën hoog |                             |
| Oude gloriën laag |                             |
| Veteranen hoog    |                             |
| Veteranen laag    |                             |

## Palmares
| Jaar | Plaats             | Winnaar               |
| ---- | ------------------ | --------------------- |
| 1971 | Lier               | Taelman Leo           |
| 1972 | Leuven             | Taelman Leo           |
| 1973 | Halle              | Peeters Alfons        |
| 1974 | Aalst              | Cours Jean-Pierre     |
| 1975 | Laken              | Keersmaekers Ludo     |
| 1976 | Leuven             | Taelman Leo           |
| 1977 | Wilsele            | Meese Romain          |
| 1978 | Tienen             | Miseur Frans          |
| 1979 | Hofstade-Zemst     | Van Den Borre Hedwig  |
| 1980 | Landen             | Peetermans Gerrit     |
| 1981 | Aalst              | Taelman Leo           |
| 1982 | Itterbeek          | Conard Pierre-Albert  |
| 1983 | Tienen             | Evers Hubert          |
| 1984 | Opgrimbie          | Vanaeken Etienne      |
| 1985 | Berlaar            | Peetermans Gerrit     |
| 1986 | Geel               | Bogaerts Danny        |
| 1987 | Lubbeek            | Vervaeck Johan        |
| 1988 | Hofstade-Zemst     | Bogaerts Danny        |
| 1989 | Lotenhulle         | Claes Jos             |
| 1990 | Aarschot           | Claes Jos             |
| 1991 | Londerzeel         | Vanaeken Etienne      |
| 1992 | Hofstade-Zemst     | De Donder Danny       |
| 1993 | Tienen             | De Backer Peter       |
| 1994 | Tienen             | Claes Jos             |
| 1995 | Geel               | Peetermans Gerrit     |
| 1996 | Merelbeke          | Odeurs Francis        |
| 1997 | Liedekerke         | Ceulemans Benny       |
| 1998 | Sint-Truiden       | Driouche Abdelaziz    |
| 1999 | Dilsen-Stokkem     | Conard Pierre-Albert  |
| 2000 | Erpe-Mere          | Conard Pierre-Albert  |
| 2001 | Hofstade-Zemst     | Lepever Marc          |
| 2002 | Laarne             | Vervaeck Johan        |
| 2003 | Wetteren           | Ceulemans Benny       |
| 2004 | Lubbeek            | Ceulemans Benny       |
| 2005 | Lubbeek            | Cours Didier          |
| 2006 | Destelbergen       | Van den Zegel Erik    |
| 2007 | Dadizele           | Cours Didier          |
| 2008 | Lubbeek            | Van Onderbergen Johan |
| 2009 | Erpe-Mere          | Donni Yves            |
| 2010 | Wetteren           | Donni Yves            |
| 2011 | Lubbeek            | Ceulemans Benny       |
| 2012 | Erpe-Mere          | Donni Yves            |
| 2013 | Genk               | Peetermans Gerrit     |
| 2014 | Wetteren           | Ceulemans Benny       |
| 2015 | Izegem             | Ceulemans Benny       |
| 2016 | Erpe-Mere          | Cours Didier          |
| 2017 | Blankenberge       | Ramaekers Peter       |
| 2018 | Erpe-Mere          | Ceulemans Benny       |
| 2019 | Berlare            | Ceulemans Benny       |
| 2020 | Niet georganiseerd | Niet georganiseerd    |
| 2021 | Niet georganiseerd | Niet georganiseerd    |
| 2022 | Ninove             | Ceulemans Benny       |
| 2023 | Ninove             | Ceulemans Benny       |
| 2024 | Ninove             | Ceulemans Benny       |

## Individuele records
Deze records betreffen het individuele kampioenschap van de A-reeks:
Aantal titelsCeulemans Benny (11)
Meervoudige winnaarsCeulemans Benny (11), Peetermans Gerrit (4), Taelman Leo (4), Claes Jos (3), Conard Pierre-Albert (3), Cours Didier (3), Donni Yves (3), Bogaerts Danny (2), Vanaeken Etienne (2), Vervaeck Johan (2)
Zichzelf opvolgende winnaarsTaelman Leo (1971/1972), Claes Jos (1989/1990), Conard Pierre-Albert (1999/2000), Ceulemans Benny (6 maal: 2003/2004, 2014/2015, 2018/2019, 2019/2022, 2022/2023, 2023/2024 (geen inrichting in 2020 en 2021)), Donni Yves (2009/2010)
Jongste winnaarDe Donder Danny (17 jaar, 1992)